# Boguszyce (Silésie)
Pour les articles homonymes, voir Boguszyce.
Boguszyce (prononciation : [bɔɡuˈʂɨt͡sɛ]) est une localité polonaise de la gmina de Toszek, située dans le powiat de Gliwice en voïvodie de Silésie.